# Микрофон (конкурс песни)
«Mikrofons» (рус. Микрофон) — ежегодный конкурс песни, проводившийся в Латвийской ССР и недолго — в Латвийской Республике (1968 — 1994 год). Организатором конкурса являлось Латвийское радио.
Конкурс способствовал выявлению наиболее талантливых авторов и исполнителей Латвии. Многие песни, впервые прозвучавшие в рамках конкурса «Микрофон», впоследствии получали всесоюзную известность в своих русскоязычных версиях («Листья жёлтые», «В том городе», «Любовь настала», «Танец на барабане», «Миллион алых роз» и др.) и становились лауреатами «Песни года» на Центральном телевидении.

## История
В 1965 году в редакции иновещания Латвийского радио начала выходить в эфир передача (радиожурнал) «Микрофон», знакомящая слушателей с новостями международной политики. В 1968 году в рамках этой передачи по инициативе главного редактора Николая Васильевича Нейланда был впервые организован круглогодичный опрос слушательской аудитории с целью выявления наиболее популярной песни, созданной в Латвии в текущем году. В тот раз в конкурсе участвовали около 20 песен латвийских композиторов; в последующие годы количество участников постоянно возрастало. Первым победителем конкурса стала песня Р. Паулса на слова А. Круклиса «Шиповник» (латыш. Mežrozīte), которую исполнил Зигфрид Рачиньш.
Все конкурсные песни, звучавшие в программах радио и — в последующем — на заключительном концерте, исполнялись исключительно на латышском языке.
Голосование слушателей осуществлялось путём отправки писем в адрес Латвийского радио. Таким образом, каждый голос был строго персонифицирован, что исключало возможность подтасовки результатов. Количество поступивших голосов исчислялось десятками тысяч.
Конкурс проходил ежегодно с 1968 по 1994 год, за исключением 1972—1975 годов, когда на его проведение наложили запрет чиновники республиканского министерства культуры, а также 1983 года (во время правления Андропова). Неофициальные конкурсы среди песен, написанных в 1972—1975 и 1983 году, были проведены уже в независимой Латвии, в 1992 году.
С 1971 года конкурс радиожурнала «Микрофон» стал завершаться ежегодным заключительным концертом, на котором звучали песни, получившие наибольшее признание у слушателей, — в сопровождении оркестра эстрадной и лёгкой музыки Латвийской государственной филармонии или же самодеятельных коллективов. Заключительные концерты собирали большое количество зрителей, транслировались по радио и телевидению. Заключительный концерт 1971 года проходил в Доме культуры профсоюзов, а позднее такие концерты стали проводиться в зале Латвийской филармонии, Художественном театре, Дворце спорта и на других площадках.
Начиная с конкурса 1980 года, фирма грамзаписи «Мелодия» ежегодно выпускала грампластинки с записями наиболее популярных песен, прозвучавших на заключительном концерте.
С середины 1980-х годов в песнях «Микрофона» всё более уверенно звучат патриотические мотивы, отражающие рост самосознания латышского народа, что вскоре нашло отражение в «Поющей революции».
С 1986 года победителями и лауреатами конкурса становятся латвийские рок-группы, постепенно вытесняющие поп-музыку с призовых мест. В связи с этим, с 1990 года в рамках конкурса параллельно проводились два раздельных голосования: для рок-музыки и для ретро-песен. Лучшие песни каждой категории издавались на отдельной грампластинке.
В независимой Латвии, с появлением частных радиостанций и широким проникновением иностранной музыки, популярность конкурса «Микрофон» начала заметно снижаться. После 1994 года опросы радиослушателей были прекращены.

## Победители
Среди композиторов наибольшее признание радиослушателей получил Раймонд Паулс, чьи песни становились победителями конкурса 11 раз. Среди исполнителей наибольшее число побед одержали Мирдза Зивере (4 раза) и группа «Юмправа» (3 раза).
| Год  | Название песни                                                | Исполнитель                                                     | Автор музыки / автор текста                    |
| ---- | ------------------------------------------------------------- | --------------------------------------------------------------- | ---------------------------------------------- |
| 1968 | «Mežrozīte» рус. Шиповник                                     | Зигфрид Рачиньш                                                 | Раймонд Паулс Альфред Круклис                  |
| 1969 | «Dziesma nenosalst» рус. Песня не замёрзнет                   | Ояр Гринбергс                                                   | Раймонд Паулс Альфред Круклис                  |
| 1970 | «Baltā saule» рус. Белое солнце                               | Маргарита Вилцане                                               | Раймонд Паулс Зиедонис Пурвс                   |
| 1971 | «Teic, kur zeme tā» рус. Скажи, где тот край                  | Нора Бумбиере, Маргарита Вилцане Ояр Гринбергс, Виктор Лапченок | Раймонд Паулс Зиедонис Пурвс                   |
| 1976 | «Mēmā dziesma» рус. Немая песня                               | Нора Бумбиере и Виктор Лапченок                                 | Раймонд Паулс Янис Петерс                      |
| 1977 | «Par pēdējo lapu» рус. О последнем листе                      | Нора Бумбиере                                                   | Раймонд Паулс Янис Петерс                      |
| 1978 | «Tai pilsētā» рус. В том городе                               | Мирдза Зивере и Айя Кукуле                                      | Раймонд Паулс Янис Петерс                      |
| 1979 | «Es aiziet nevaru» рус. Я не могу уйти                        | Мирдза Зивере                                                   | Раймонд Паулс Визма Белшевица                  |
| 1980 | «Kamolā tinēja» рус. Наматывая жизни нить                     | Имантс Скрастиньш                                               | Раймонд Паулс Визма Белшевица                  |
| 1981 | «Dāvāja Māriņa» рус. Подарила Мариня девочке жизнь            | Айя Кукуле и Лига Крейцберга                                    | Раймонд Паулс Леонс Бриедис                    |
| 1982 | «Cielaviņa» рус. Трясогузка                                   | Янис Паукштелло                                                 | Раймонд Паулс Леонс Бриедис                    |
| 1984 | «Lūgums» рус. Просьба                                         | Мирдза Зивере                                                   | Улдис Мархилевич Ария Элксне                   |
| 1985 | «Zibsnī zvaigznes aiz Daugavas» рус. Сияют звёзды за Даугавой | Мирдза Зивере                                                   | Зигмарс Лиепиньш слова народные                |
| 1986 | «Dzimtā valoda» рус. Родной язык                              | группа Līvi                                                     | Айнарс Вирга Григоре Виеру (пер. И. Зиедониса) |
| 1987 | «Uzsniga sniedziņš balts» рус. Выпал белый снежок             | Арис и Саулцерис Зиемели                                        | А. и С. Зиемели Марис Чаклайс                  |
| 1988 | «Pie laika» рус. Ко времени                                   | Родриго Фоминс и группа «Ремикс»                                | Улдис Мархилевич Родриго Фоминс                |
| 1989 | «Mēs pārtiekam viens no otra» рус. Мы живём друг для друга    | группа «Pērkons»                                                | Юрис Кулаков Виктор Калныньш                   |
| 1990 | «Baltā» рус. Белая                                            | группа «Юмправа»                                                | Айгарс Кресла Айгарс Граверс                   |
| 1991 | «Peldētājs» рус. Пловец                                       | группа «Юмправа»                                                | Айгарс Кресла Ритварс Дижкачс                  |
| 1992 | «Klusumā» рус. В тишине                                       | группа «Юмправа»                                                | Айгарс Граверс                                 |
| 1993 | «Vakara vējā» рус. На вечернем ветру                          | группа «Bet Bet»                                                | Зигфрид Муктупавелс Гунтарс Рачс               |
| 1994 | «Nāc man līdz» рус. Пойдём со мной                            | группа «Линга»                                                  | группа «Линга» Гвидо Линга                     |

## Юбилейный конкурс
В 2005 году, к 40-летию радиопередачи «Микрофон», Латвийское радио решило провести конкурс на лучшую песню среди песен-победителей прежних лет. Содействие в организации нового конкурса оказали музыкальное издательство «Platforma Records» и постоянный партнёр «Микрофона» — «Latvijas Pasts». Сохранялся традиционный принцип голосования путём почтовых отправлений.

Логотип юбилейного конкурса

В «мегаконкурсе» 2005 года приняли участие все 22 песни, становившиеся победителями «Микрофона» в разные годы, однако по понятным причинам не все они прозвучали в изначальном исполнении. Ряд песен исполнили молодые латвийские исполнители — Linda Leen, Янис Стибелис, группа «Melo-M» и другие.
Юбилейный концерт, на котором и были оглашены результаты конкурса «Микрофон-2005», состоялся 28 декабря 2005 года в помещении международного выставочного центра на Кипсале. Лучшей песней была признана «Немая песня» (латыш. Mēmā dziesma) — победитель 1976 года, которую Виктор Лапченок в этот раз исполнил один (Нора Бумбиере ушла из жизни ещё в 1994 году). Второе место заняла песня-победитель 1968 года «Шиповник».
В том же 2005 году «Platforma Records» выпустила компакт-диск с 19 песнями из числа победителей прошлых лет, в их первоначальном исполнении.